# Hrușvîțea Druha
Hrușvîțea Druha (în ucraineană Грушвиця Друга) este localitatea de reședință a comunei Hrușvîțea Druha din raionul Rivne, regiunea Rivne, Ucraina.

## Demografie
Componența lingvistică a localității Hrușvîțea Druha
     Ucraineană (97,86%)
     Rusă (2,14%)
Conform recensământului din 2001, majoritatea populației localității Hrușvîțea Druha era vorbitoare de ucraineană (97,86%), existând în minoritate și vorbitori de rusă (2,14%).